# Sestra (affluente della Dubna)
La Sestra (in russo Сестра?) è un fiume del nord-ovest della Russia europea, tributario del Dubna. Scorre nelle oblast' di Mosca e di Tver'.

## Descrizione
Il fiume ha origine sulle alture di Klin e Dmitrov e scorre principalmente in direzione nord-orientale. Attraversa la città di Klin. Sul fiume c'è il bacino idrico Senežskoe. Il fiume sfocia nel Dubna a 11 km dalla foce. La sua lunghezza è di 138 km, il bacino idrografico di 2 680 km². La larghezza del letto del fiume nella parte superiore raggiunge i 10-15 m, la profondità arriva fino a un metro, nella parte inferiore la larghezza è di 20-30 m, la profondità è di 2-3 m.

## Storia
Il fiume è stato utilizzato per la navigazione fin dall'antichità. All'inizio del XIX secolo, era parte della via navigabile da San Pietroburgo a Mosca. Venne costruito il canale di Caterina, che collegava il corso superiore della Sestra con l'Istra. Dopo la costruzione della ferrovia Nikolaevskaja, il canale fu abbandonato e, dopo la costruzione del Canale di Mosca, la navigazione lungo la Sestra divenne impossibile.